# Karol Banszel
Karol Banszel (8. března 1890 Mníšek – červen 1941 Lvov) byl polský evangelický duchovní, vojenský kaplan, hudebník, publicista, pedagog a komeniolog.
V letech 1912–1913 působil jako učitel, dirigent evangelického pěveckého sboru a varhaník v Moravské Ostravě. Následně studoval teologii ve Vídni. Po teologických studiích působil v letech 1917–1919 jako vikář v evangelickém sboru v Orlové; z tohoto období vyšlo tiskem několik jeho kázání a drobných spisů s duchovní tematikou. Následně odešel do Polska, kde působil jako vojenský kaplan a pedagog. Roku 1930 byl vyznamenán Medailí nezávislosti (Medal Niepodległości).
Po okupaci Polska byl Sověty uvězněn ve Lvově a tamtéž i popraven zastřelením.
Jeho žena a tři dcery byly vypovězeny do Kazachstánu, odkud přes Írán uprchly do Anglie.
Roku 1931 vydal spis Jan Amos Komeński i jego "Szkoła macierzyńska", czyli, Program rozumnego wychowania dzieci w pierwszych sześciu latach (druhé vydání vyšlo roku 2017). Roku 1932 vyšel tiskem spis Ideał wychowawczy Komeńskiego (text původně vychízel na pokračování v časopise Głos Ewangelicki).